# Улькен-Наринський сільський округ
Ульке́н-Нари́нський сільський округ (каз. Үлкен Нарын ауылдық округі, рос. Улькен-Нарынский сельский округ) — адміністративна одиниця у складі Улькен-Наринського району Східноказахстанської області Казахстану. Адміністративний центр — село Улькен-Нарин.
Населення — 6323 особи (2021; 6804 у 2009, 10428 у 1999, 11547 у 1989).
Станом на 1989 рік існували Большенаримська сільська рада (села Балгин, Большенаримське, Коктерек, Свинчатка) та Жулдизька сільська рада (села Жулдиз, Юбілейне) з центром у селі Юбілейне. 1998 року до складу округу був приєднаний ліквідований Жулдизький сільський округ. До 2009 року округ називався Большенаримським.

## Склад
До складу округу входять такі населені пункти:
| Населений пункт    | Старі назви                       | Населення, осіб (1989) | Населення, осіб (1999) | Населення, осіб (2009) | Населення, осіб (2021) |
| ------------------ | --------------------------------- | ---------------------- | ---------------------- | ---------------------- | ---------------------- |
| Балгин, село       | -                                 | 716                    | 716                    | 416                    | 220                    |
| Жулдиз, село       | -                                 | 693                    | 710                    | 406                    | 229                    |
| Кокбастау, село    | Юбілейне                          | 590                    | 399                    | 302                    | 276                    |
| Коктерек, село     | -                                 | 864                    | 753                    | 455                    | 295                    |
| Свинчатка, село    | -                                 | 392                    | 498                    | 130                    | 67                     |
| Улькен-Нарин, село | Большенаримське, Больше-Наримське | 8292                   | 7352                   | 5095                   | 5236                   |